# Combat de Clervaux
Guerre des Paysans
Batailles
- Saint-Nicolas
- 1er Boom
- Merchtem
- Zele
- Malines
- 2e Boom
- Hooglede
- Moorslede
- Zonnebeke
- 1er Diest
- 1er Louvain
- Alost
- Turnhout
- Enghien-Hal
- Hérinnes
- Audenarde
- Leuze
- 2e Louvain
- Ingelmunster
- Duffel
- Herentals
- Arzfeld
- Clervaux
- Amblève
- Stavelot
- Pollare
- Londerzeel
- Kapelle-op-den-Bos
- Bornem
- Meerhout
- 2e Diest
- 3e Diest
- Mol
- Jodoigne
- Marilles
- Beauvechain
- Hélécine
- Kapellen
- Meylem
- Hasselt

Le combat de Clervaux ou combat de Clerf, se déroule pendant la guerre des Paysans.

## Déroulement

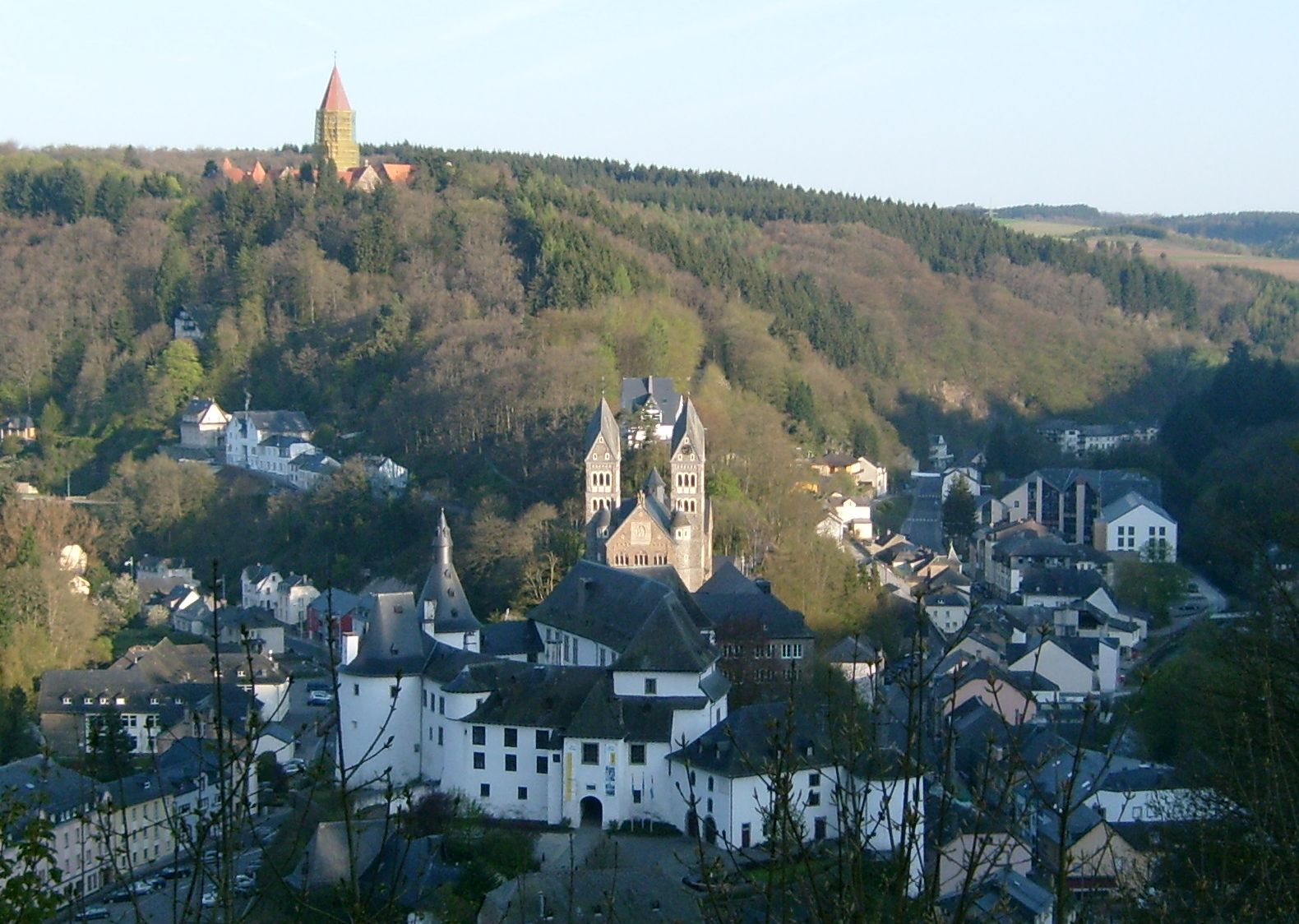
Vue du château et de l'église de Clervaux.

Le 30 octobre 1798, soit le même jour que le combat d'Arzfeld, un affrontement oppose les Français aux paysans insurgés dans la petite ville de Clervaux (Clerf en allemand). Une colonne mobile de 120 à 170 hommes, venue de Diekirch fait marche sur Clervaux. Elle est composée de fantassins commandés par le capitaine Salès et de cavaliers des brigades de gendarmerie d'Ettelbruck, Mersch, Vianden et Everlange. Le village est alors occupé par les paysans insurgés, estimés au nombre de 3 000 hommes par les Français, mais en réalité forts de seulement 400 à 500 hommes.
Après être passés par Wiltz le 29 octobre, les Français sont à Clervaux le 30. Ils tentent une première attaque, mais fatigués par une longue marche, ils sont d'abord repoussés par les insurgés retranchés dans les hauteurs, derrière les clôtures du parc du château. Cependant les Français détachent une partie de leurs troupes qui contourne le village et parvient à prendre le contrôle du château de Clervaux, d'où elle obtient des positions de tir favorables. Des escarmouches et des échanges de tirs se poursuivent pendant la nuit entre les Français, retranchés derrière les murailles du château et les maisons du village, et les paysans, dissimulés derrière les arbres et la palissade du parc. Les deux camps reçoivent également quelques renforts. Le lendemain, les Français lancent une nouvelle attaque et prennent d'assaut les palissades. Le chef des insurgés, Forius, originaire de Wiltz, est tué lors de ce combat. Le parc pris, les paysans prennent la fuite et tentent de se replier vers Esselborn. Mais alors qu'ils tentent de traverser la rivière, ils sont pris à revers par les hussards et les gendarmes à cheval. Les paysans sont dispersés, plusieurs sont capturés, d'autres s'échappent par petits groupes,.
Le lendemain, après avoir reçu en renfort 60 fantassins et 20 hussards, les Français prennent Hosingen, le quartier-général des rebelles, sans rencontrer de résistance. Environ 60 prisonniers qui étaient détenus dans le couvent sont délivrés. Il se trouvait parmi eux trois commissaires, plusieurs secrétaires, environ 30 gendarmes ainsi que des femmes et des enfants.

## Les pertes

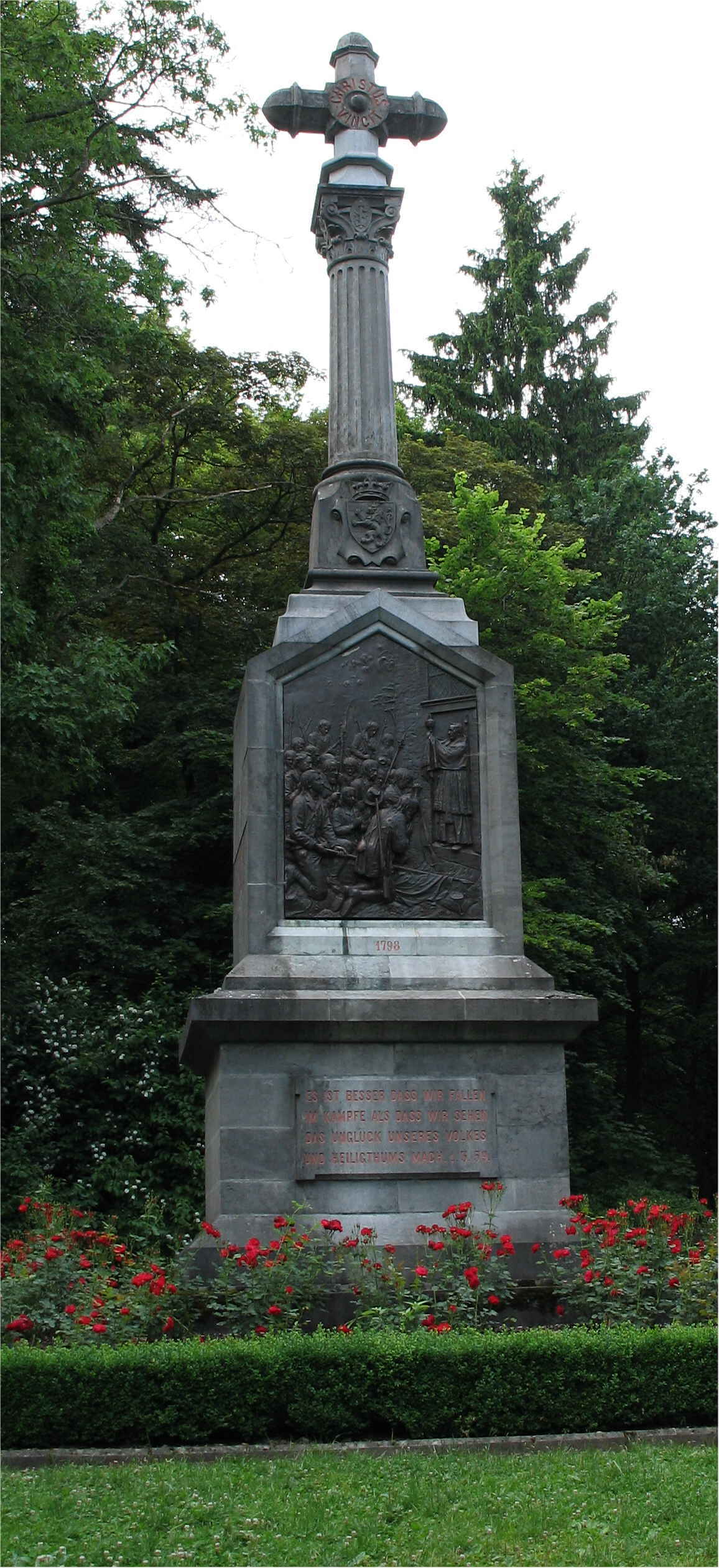
Monument de la guerre des gourdins (Klëppelkrich) à Clervaux.

Selon l'historien Auguste Orts, les pertes sont lourdes, il écrit que selon les Français, 21 de leurs soldats et 150 insurgés ont été tués lors du combat et 35 autres faits prisonniers. Pour Paul Verhaegen, les pertes sont de 20 morts chez les Français et 38 du côté des insurgés. Cependant selon Joseph Smets, Léopold Genicot et Jacques Godechot, lesquels s'appuient sur le rapport républicain du capitaine Salès, les pertes françaises ne sont que d'un mort et deux blessés contre 25 à 30 tués pour les insurgés, et 38 prisonniers,,. Pour Joseph Smets, les pertes des rebelles sont de 25 à 30 tués et 40 prisonniers.
Le rapport républicain écrit par le commissaire central déclare : « Les brigands ont été attaqués le 9 à Clervaux par nos troupes qui en ont fait un carnage horrible. Nous n'avons perdu qu'un seul homme; deux ont été grièvement blessés, on espère les sauver. »
De décembre 1798 à mai 1799, 78 prisonniers luxembourgeois pris lors des combats d'Arzfeld et de Clervaux passent en jugement lors de 5 procès. 35 sont condamnés à mort, 24 à une peine d'emprisonnement et 19 sont acquittés.
| « Enfin nous arrivâmes à Clervaux vers les onze heures du matin, étant là nous allâmes reconnoitre les hauteurs des environs et nous nous occupâmes à faire délivrer des billets de logement à la troupe pour rafraîchir, à peine nos billets étaient ils faits que nos avant postes nous avertirent qu'ils étaient attaqués par un nombre considérable de brigands, vous conceveriez peu la position où nous nous trouvions, si je ne vous faisois une petite description Clervaux est situe dans un précipice entoure de montagnes très escarpées couvertes de bois et presque inaccessibles pour les chevaux. II faut prendre des détours incroyables pour en sortir. Enfin aussitôt la nouvelle de l'attaque, monter a cheval, gravir les montagnes au galop, charger les brigands qui se trouvaient sur les hauteurs ne fut que l'affaire d'un instant, ils furent d'abord mis en déroute et plusieurs sont restés sur le champ de bataille Mais ils se retirèrent dans les montagnes, alors la fusillade devenait très dangereuse pour la cavalerie, l'infanterie, quoique très fatiguée, se mit a gravir les montagnes avec une rapidité vraiment digne d'éloges. La fusillade devint alors très forte. Nous parvînmes à les débusquer tout à fait et à les dissoudre. Nous ne pûmes les poursuivre à cause des gorges et des précipices dont ce pays est couvert. Vingt cinq à trente des leurs restèrent sur le champ de bataille, trente huit furent fait prisonniers de guerre et conduits de suite à Luxembourg. Nous avons à regretter trois de nos braves volontaires qui ont péri dans cette affaire (dont deux blessés), nous fîmes après cette expédition délivrer des vivres a notre troupe, nous nous remîmes en route à six heures du soir pour marcher sur Marnach situé sur une plate forme qui nous offrait une position plus avantageuse. Nous y passâmes une partie de la nuit pour y établir nos vedettes et avant postes qui nous em-ployèrent la majeure partie de notre troupe, ce pays étant très difficile à garder par rapport à ses défilés La nuit fut tort tranquille, à 5 heures du matin nous nous remîmes en route pour marcher sur Houssingen ou devait se faire la Jonction avec la colonne du citoyen Duverger. Nous y arrivâmes à 8 heures du matin et nous détachâmes des patrouilles pour savoir ce qui se passait. Elles nous rapportèrent que l'endroit était évacué, alors nous marchâmes en avant. Nous trouvâmes dans ce dernier endroit les deux brigades d'Houssingen et d'Artzfeld qui y étaient détenues prisonnières et qui furent mises en liberté à notre approche. » — Rapport du capitaine Salès. |